# Vulpoxena
Vulpoxena là một chi bướm đêm thuộc phân họ Tortricinae của họ Tortricidae.

## Các loài
- Vulpoxena vulpicoma (Meyrick, 1932)